# David Crv
David Crv, spreek uit Tcherw, (1 mei 1977) is een Belgische voetballer (middenvelder). 
Hij speelde onder meer bij 
- FC Zwartberg van 1983 tot 1989
- KRC Genk van 1989 tot 1998
- Patro Eisden tot 2000
- Excelsior Moeskroen tot 2002
- KV Mechelen vanaf januari 2003
- KV Oostende.

Van 2004 tot 2007 speelde hij in de Derde Klasse in België bij FCN Sint-Niklaas.
In het seizoen 2007-2008 kwam hij voor de tweedenationaler KFC Verbroedering Geel uit. Vanaf januari 2008 speelde hij opnieuw in het paars-wit van Patro Eisden. Hij verliet de club in 2010.